# 김우주 (가수)
김우주(1985년 8월 29일 ~ )는 대한민국의 가수이다. 현재 소속사는 스페이스 사운드이다.

## 활동
일본에서 CF광고로 진출하였으며, 일본 내에서는 화제가 되기도 하였다. 그것을 계기로 일본 시장에 진출하여 왕성한 활동을 하였다. 일본에서는 고토바니데키나이, 캔디, 지구형제, 마일드 등의 싱글앨범을 4차례 출시하였으며 많은 콘서트와 이벤트를 통해 많은 팬을 확보하고 있다. 이후 2010년 1월 사랑해 싱글을 출시 싸이월드에서 약 1개월 가까이 BGM 1등을 하였으며, 작곡가 최영준과 손을 잡고 그룹 CHESS를 결성, 2010년 6월 CHESS의 첫 번째 싱글 "메아리"를 출시하였다. 이제는 가수가 아닌 싱어송라이터로 이번 앨범에서는 "정지"라는 노래의 작곡을 맡았다.
동명이인 김우주(1985년 11월 26일) 때문에 병역기피 라는 해프닝이 일어나기도 했다.

## 음반

### 한국 발매
- 1집 김우주
- 2집 이별(離別)
- 뷰티풀 데이(Beautiful day)
- CHOCOLATE #1. Happiness
- CHOCOLATE #2. Taste of love
- 사랑해 (Digital single)
- 체스 (first move, Leave)
- 김우주, 솔비 이퀘지레템바

### 일본 발매
- 고토바니데키나이
- 캔디
- 마일드
- 지구형제
- 고토바니데키나이 & 캔디 DVD
- 마일드 DVD